# Richard Mailänder

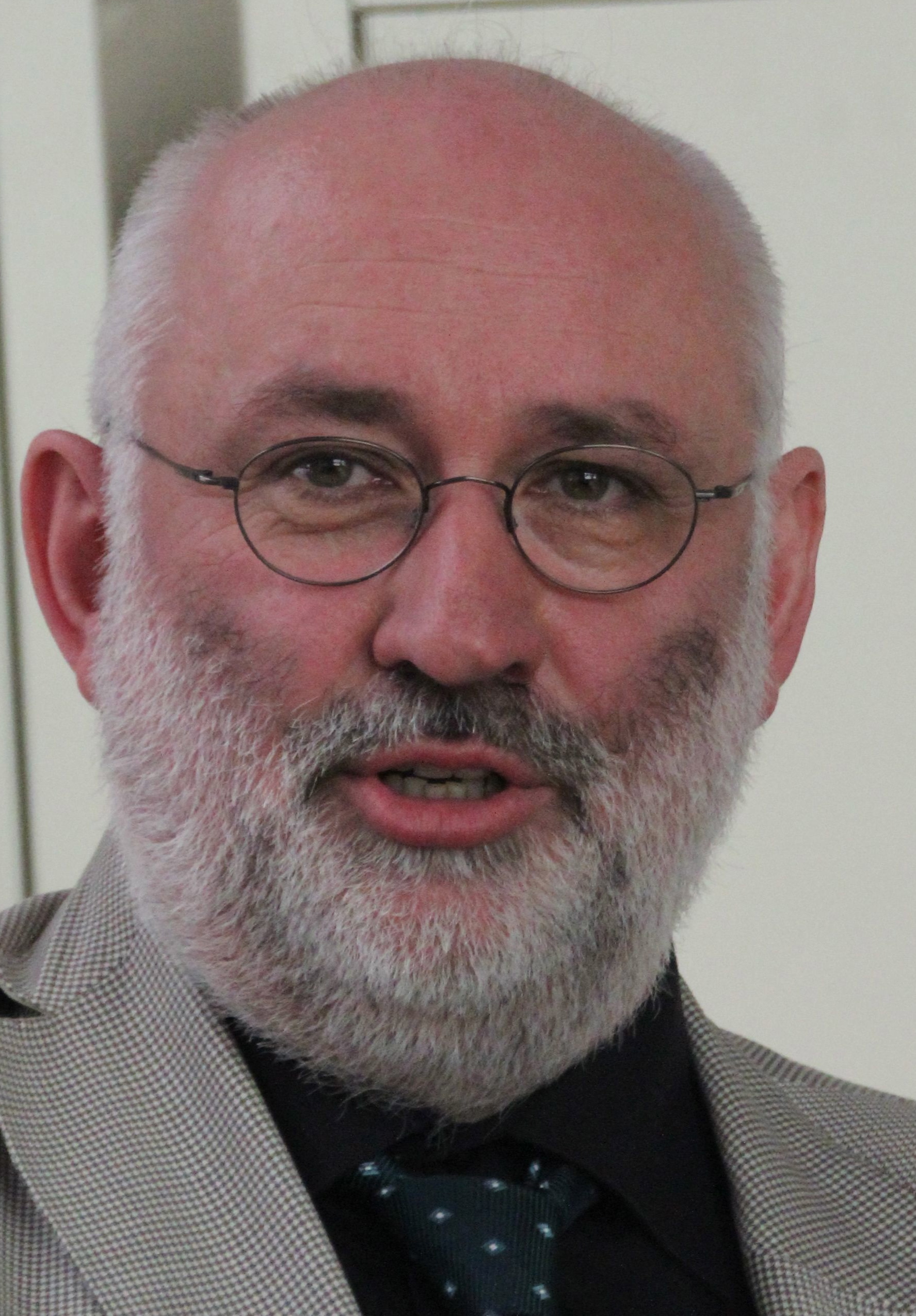
Richard Mailänder (2014)

Richard Mailänder (* 1958 in Neunkirchen) ist ein deutscher Musikwissenschaftler, Professor und bis 1. September 2024 Erzdiözesankirchenmusikdirektor des Erzbistums Köln.

## Leben
Richard Mailänder studierte Kirchenmusik, Musikwissenschaft und Geschichte an der Musikhochschule Köln und an der Universität zu Köln. Zunächst war er als Kirchenmusiker an der Kirche St. Margareta in Neunkirchen und von 1980 bis 1987 als Kantor an St. Pantaleon in Köln tätig. Von 1. Oktober 1987 bis April 2024 war Richard Mailänder in der Nachfolge von Karl-Heinrich Hodes Erzdiözesankirchenmusikdirektor und Fachbereichsleiter Kirchenmusik im Erzbistum Köln. In dieser Funktion war er an der Konzeption und Realisierung des 2013 veröffentlichten neuen katholischen Gebet- und Gesangbuches Gotteslob beteiligt. 
Von 1993 bis 2002 war er Vorsitzender der Arbeitsgemeinschaft der Ämter und Referate für Kirchenmusik der Diözesen Deutschlands. Nach einem Lehrauftrag an der Robert Schumann Hochschule Düsseldorf lehrt er derzeit an der Hochschule für Musik und Tanz Köln, wo er 2014 zum Honorarprofessor ernannt wurde. Mailänder ist Gründer und Leiter des Figuralchors Köln.
Im Oktober 2021 wurde Richard Mailänder „für seine Verdienste um die internationalen Beziehungen von Chorleitern und Komponisten und seine künstlerische Arbeit mit dem Figuralchor Köln“ mit dem Bundesverdienstkreuz am Bande ausgezeichnet.
Im Mai 2024 wurde er mit der Orlando-di-Lasso-Medaille des Allgemeinen Cäcilienverbands für Deutschland geehrt.

## Publikationen
Im Rahmen seiner kirchenmusikalischen Arbeit veröffentlichte Richard Mailänder zahlreiche Beiträge in Zeitschriften und Büchern zu Fragen der Kirchenmusik, insbesondere zur Chorarbeit.
- Er ist (Mit-)Herausgeber thematischer Chorbücher: Chorbuch Advent, Chorbuch Ostern, Kölner Chorbuch-Abendlob/Evensong und Chorbuch a tre (Carus-Verlag) zum neuen Gotteslob und zum evangelischen Gesangbuch.
- Basiswissen Kirchenmusik. Ein ökumenisches Lehr- und Lernbuch in vier Bänden mit DVD und Registerband zur Grundausbildung und Berufsbegleitung evangelischer und katholischer Kirchenmusikerinnen und Kirchenmusiker. Carus-Verlag, Stuttgart 2009.
  - Band 1: Theologie – Liturgiegesang. Hrsg. von Richard Mailänder und Britta Martini, ISBN 978-3-89948-122-8.
- Neue Klanggewänder für Hymnen. Gedanken zur Melodiensuche und -findung für das neue GGB am Beispiel der Hymnen. In: Musica sacra Nr. 2, 2015, S. 66–68.